# 人工青口
人工青口（英語：Artificial Mussels），中國大陸稱為人工貽貝，是一種新型化學採樣裝置，用於監測海洋環境中的金屬。

## 原理
該裝置由非滲透性有機玻璃管組成，內部裝有懸浮在人造海水中的聚合物配體 Chelex100 樹脂，兩端封閉有半滲透性聚丙烯酰胺凝膠。該凝膠允許金屬離子在與樹脂螯合之前緩慢通過孔。人工青口積累的常見有毒金屬與活貽貝相似，金屬的吸收與暴露的金屬濃度成正比。

## 應用

### 重金屬
人工青口可以對水文條件截然不同的大型生物地理區域內的各種金屬提供可靠的時間積分估計，從而克服生物監測儀在監測水、沉積物和水體中金屬的長期存在的問題。各頂研究顯示，人工青口能吸收鎘、鉻、銅、鉛、鋅，砷，鈾，鈷。

### 各地使用情況
2007年至今，人工青口已於全球29個國家及地區應用。當中包括中國，南非，澳洲等地的沿海地區。